# Celles-sur-Durolle
Pour les articles homonymes, voir Celles et Durolle (homonymie).
Celles-sur-Durolle est une commune française située dans le département du Puy-de-Dôme, en région Auvergne-Rhône-Alpes.

## Géographie

### Localisation
Celles-sur-Durolle est située au nord-est du département du Puy-de-Dôme.
Lieux-dits et écarts : Cornillon, Chanier, Chapelat, Choux, la Grande Bergère, la Lizolle, les Gonys, les Hommades, les Sarraix, Pont de Celles, Mallaret, Pradel, Pouy.
Huit communes sont limitrophes :
| La Monnerie-le-Montel | Palladuc           | Arconsat    |
| Thiers                | Celles-sur-Durolle | Chabreloche |
| Escoutoux             | Sainte-Agathe      | Viscomtat   |

En outre, il existe au nord un quintipoint avec Lavoine, dans le département de l'Allier, et Saint-Priest-la-Prugne, dans la Loire.

### Hydrographie
La commune est traversée par la Durolle et d'autres petits ruisseaux tel que la Semaine à Cornillon.

### Voies de communication et transports

#### Voies routières
Celles-sur-Durolle est traversée par l'autoroute A89 reliant Bordeaux et Clermont-Ferrand à Lyon. Elle bénéficie d'un accès autoroutier par l'échangeur no 30, situé sur les communes voisines de La Monnerie et de Palladuc.
Le village est traversé par la route départementale 2089, ancienne route nationale 89, ainsi que les RD 7 (reliant Palladuc à Courpière par le lieu-dit des Sarraix, le chef-lieu de commune — la RD 7c traverse le centre-bourg — jusqu'au col du Frissonnet), 42 (vers Viscomtat), 64, 102, 140, 321, 322 et 323.

#### Transports ferroviaires
La ligne de Clermont-Ferrand à Saint-Just-sur-Loire traverse la commune. La gare la plus proche est à Thiers.

#### Transports en commun
La commune est desservie par deux lignes départementales du réseau Cars Région Puy-de-Dôme. La ligne P01 relie la gare routière de Clermont-Ferrand à Chabreloche via Thiers ; la ligne P83 relie Thiers à Vollore-Montagne. Ces deux lignes desservent la gare de Celles.

### Climat
Pour des articles plus généraux, voir Climat d'Auvergne-Rhône-Alpes et Climat du Puy-de-Dôme.
En 2010, le climat de la commune est de type climat des marges montargnardes, selon une étude du Centre national de la recherche scientifique s'appuyant sur une série de données couvrant la période 1971-2000. En 2020, Météo-France publie une typologie des climats de la France métropolitaine dans laquelle la commune est exposée à un climat de montagne ou de marges de montagne et est dans la région climatique  Nord-est du Massif Central, caractérisée par une pluviométrie annuelle de 800 à 1 200 mm, bien répartie dans l’année. 
Pour la période 1971-2000, la température annuelle moyenne est de 9,7 °C, avec une amplitude thermique annuelle de 15,7 °C. Le cumul annuel moyen de précipitations est de 1 024 mm, avec 11,3 jours de précipitations en janvier et 8,3 jours en juillet. Pour la période 1991-2020, la température moyenne annuelle observée sur la station météorologique de Météo-France la plus proche, « Courpière », sur la commune de Courpière à 14 km à vol d'oiseau, est de 11,8 °C et le cumul annuel moyen de précipitations est de 876,9 mm,. Pour l'avenir, les paramètres climatiques de la commune estimés pour 2050 selon différents scénarios d'émission de gaz à effet de serre sont consultables sur un site dédié publié par Météo-France en novembre 2022.

## Urbanisme

### Typologie
Au 1er janvier 2024, Celles-sur-Durolle est catégorisée commune rurale à habitat dispersé, selon la nouvelle grille communale de densité à sept niveaux définie par l'Insee en 2022.
Elle est située hors unité urbaine. Par ailleurs la commune fait partie de l'aire d'attraction de Thiers, dont elle est une commune de la couronne,. Cette aire, qui regroupe 19 communes, est catégorisée dans les aires de moins de 50 000 habitants,.

### Occupation des sols
L'occupation des sols de la commune, telle qu'elle ressort de la base de données européenne d’occupation biophysique des sols Corine Land Cover (CLC), est marquée par l'importance des forêts et milieux semi-naturels (56 % en 2018), en diminution par rapport à 1990 (57,3 %). La répartition détaillée en 2018 est la suivante : forêts (54,8 %), prairies (38,8 %), zones urbanisées (3,1 %), milieux à végétation arbustive et/ou herbacée (1,2 %), terres arables (1 %), zones industrielles ou commerciales et réseaux de communication (0,7 %), zones agricoles hétérogènes (0,4 %). L'évolution de l’occupation des sols de la commune et de ses infrastructures peut être observée sur les différentes représentations cartographiques du territoire : la carte de Cassini (XVIIIe siècle), la carte d'état-major (1820-1866) et les cartes ou photos aériennes de l'IGN pour la période actuelle (1950 à aujourd'hui).

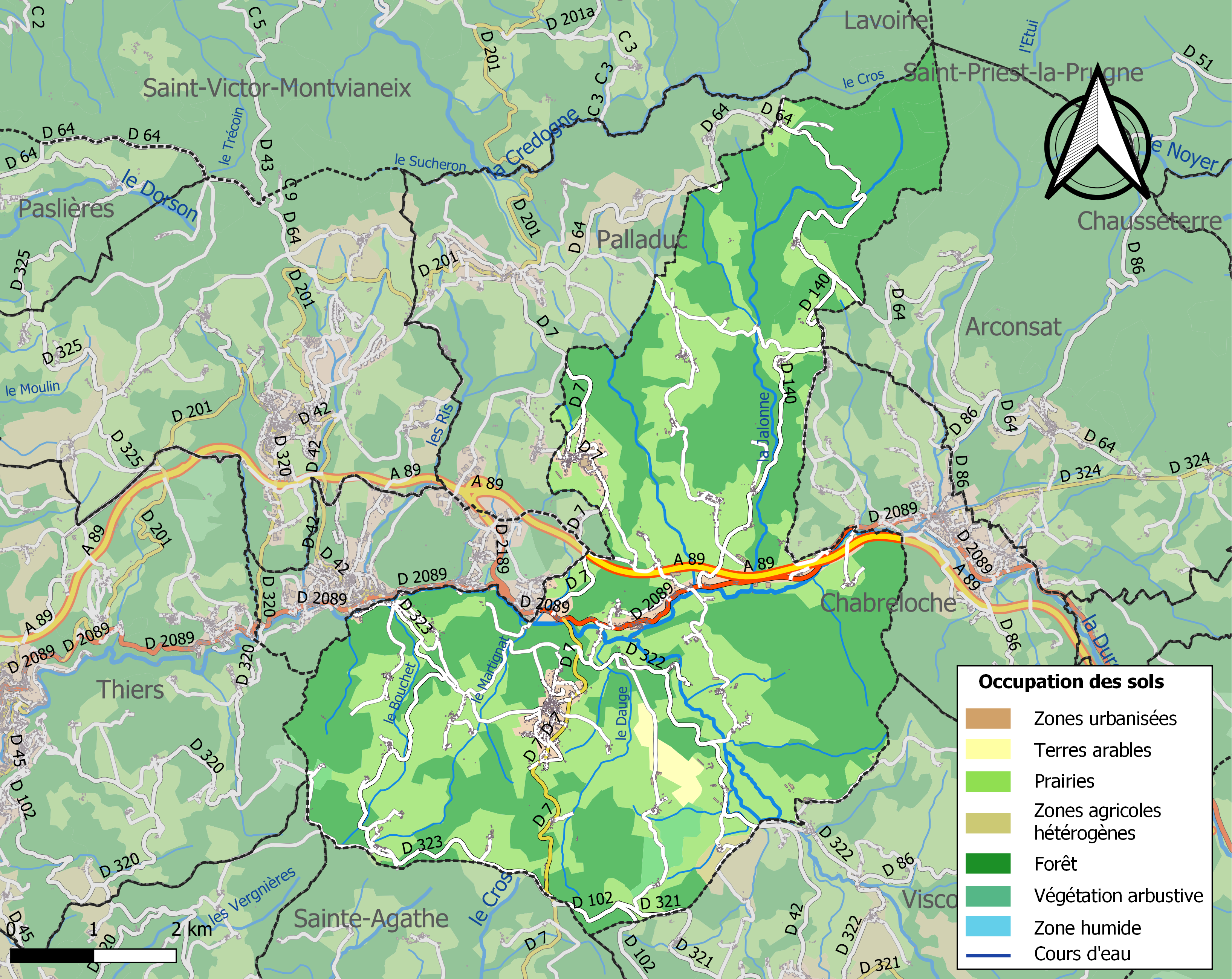
Carte des infrastructures et de l'occupation des sols de la commune en 2018 (CLC).

## Dénomination
L'appellation actuelle a été instituée le 26 août 1928 par délibération du conseil municipal pour éviter la confusion avec la commune de Gelles. Auparavant, la commune était connue sous le nom de Celles.

## Histoire
Une implantation humaine à la Celles est attestée depuis l'époque gallo-romaine et son histoire est documentée depuis le XIVe siècle.

## Politique et administration

### Découpage territorial
La commune de Celles-sur-Durolle est membre de la communauté de communes Thiers Dore et Montagne, un établissement public de coopération intercommunale (EPCI) à fiscalité propre créé le 1er janvier 2017 dont le siège est à Thiers. Ce dernier est par ailleurs membre d'autres groupements intercommunaux. Jusqu'en 2016, elle faisait partie de la communauté de communes de la Montagne Thiernoise.
Sur le plan administratif, elle est rattachée à l'arrondissement de Thiers, à la circonscription administrative de l'État du Puy-de-Dôme et à la région Auvergne-Rhône-Alpes. Jusqu'en mars 2015, elle faisait partie du canton de Saint-Rémy-sur-Durolle.
Sur le plan électoral, elle dépend du canton de Thiers pour l'élection des conseillers départementaux, depuis le redécoupage cantonal de 2014 entré en vigueur en 2015, et de la cinquième circonscription du Puy-de-Dôme pour les élections législatives, depuis le dernier découpage électoral de 2010.

### Élections municipales et communautaires

#### Élections de 2020
Le conseil municipal de Celles-sur-Durolle, commune de plus de 1 000 habitants, est élu au scrutin proportionnel de liste à deux tours (sans aucune modification possible de la liste), pour un mandat de six ans renouvelable. Compte tenu de la population communale, le nombre de sièges à pourvoir lors des élections municipales de 2020 est de 19. Les dix-neuf conseillers municipaux, issus d'une liste unique, sont élus au premier tour avec un taux de participation de 47,42 %.
Deux sièges sont attribués à la commune au sein du conseil communautaire de la communauté de communes Thiers Dore et Montagne.

#### Chronologie des maires
| Période                                  | Période                   | Identité             | Étiquette | Qualité |
| ---------------------------------------- | ------------------------- | -------------------- | --------- | --- |
| Les données manquantes sont à compléter. |                           |                      |           | |
| mars 1989                                | mars 2014                 | Jean-Jacques Bournel | PS        | Conseiller général du canton de Saint-Rémy-sur-Durolle (1992-2011) |
| mars 2014 (réélu en 2020)                | En cours (au 8 août 2020) | Olivier Chambon,     |           | Attaché territorial Président de la communauté de communes de la Montagne Thiernoise Conseiller général du canton de Saint-Rémy-sur-Durolle (2011-2015) Conseiller départemental du canton de Thiers (depuis 2015) 7e vice-président du conseil départemental chargé des routes et de la mobilité |

## Population et société

### Démographie
L'évolution du nombre d'habitants est connue à travers les recensements de la population effectués dans la commune depuis 1793. Pour les communes de moins de 10 000 habitants, une enquête de recensement portant sur toute la population est réalisée tous les cinq ans, les populations de référence des années intermédiaires étant quant à elles estimées par interpolation ou extrapolation. Pour la commune, le premier recensement exhaustif entrant dans le cadre du nouveau dispositif a été réalisé en 2005.

En 2022, la commune comptait 1 635 habitants, en évolution de −6,14 % par rapport à 2016 (Puy-de-Dôme : +2,1 %, France hors Mayotte : +2,11 %).
| 1793  | 1800  | 1806  | 1821  | 1831  | 1836  | 1841  | 1846  | 1851  |
| ----- | ----- | ----- | ----- | ----- | ----- | ----- | ----- | ----- |
| 3 676 | 3 940 | 3 796 | 3 991 | 4 442 | 2 949 | 3 060 | 3 077 | 3 065 |

| 1856  | 1861  | 1866  | 1872  | 1876  | 1881  | 1886  | 1891  | 1896  |
| ----- | ----- | ----- | ----- | ----- | ----- | ----- | ----- | ----- |
| 2 883 | 2 927 | 3 039 | 3 093 | 3 169 | 3 162 | 3 161 | 3 011 | 3 050 |

| 1901  | 1906  | 1911  | 1921  | 1926  | 1931  | 1936  | 1946  | 1954  |
| ----- | ----- | ----- | ----- | ----- | ----- | ----- | ----- | ----- |
| 3 034 | 3 065 | 3 036 | 2 447 | 2 419 | 2 285 | 2 151 | 2 001 | 2 003 |

| 1962  | 1968  | 1975  | 1982  | 1990  | 1999  | 2005  | 2006  | 2010  |
| ----- | ----- | ----- | ----- | ----- | ----- | ----- | ----- | ----- |
| 2 059 | 2 016 | 2 052 | 2 041 | 2 040 | 1 914 | 1 880 | 1 850 | 1 774 |

| 2015  | 2020  | 2022  | - | - | - | - | - | - |
| ----- | ----- | ----- | - | - | - | - | - | - |
| 1 749 | 1 646 | 1 635 | - | - | - | - | - | - |

## Culture locale et patrimoine

### Lieux et monuments

#### Patrimoine religieux
L'église renferme un tableau : sainte Anne et la Vierge, du 3e quart du XIXe siècle, classé au titre objet le 27 janvier 1997.

#### Patrimoine civil
La commune compte un monuments aux morts de la Première Guerre mondiale érigé en 1920.

### Patrimoine naturel
- La commune de Celles-sur-Durolle est adhérente du parc naturel régional Livradois-Forez.

## Personnalité liée à la commune
- Georges Bouche (1874-1941) : peintre, y est mort.